# پریوولژسک
شهر پریوولژسک (به روسی: Приволжск) در کشور روسیه و در اوبلاست ایوانوف واقع شده‌است.